# Guitarra-lira

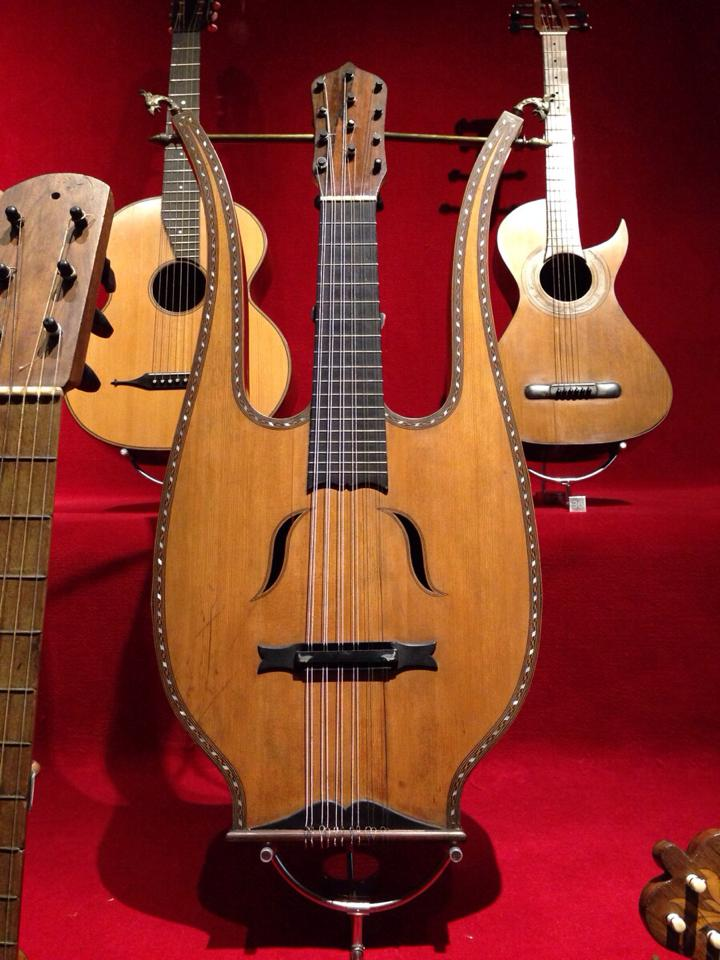
Una lira-guitarra de 6 órdenes dobles de 12 cuerdas en el Museu de la Música de Barcelona.

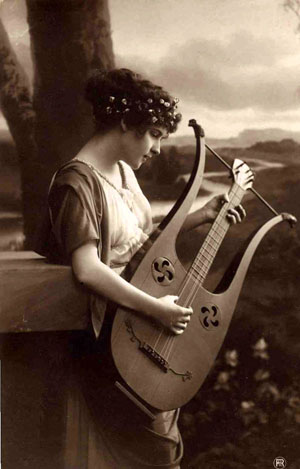
Tarjeta postal que muestra a una niña tocando una guitarra-lira, c. 1870. El tema clásico es típico de la época.

Instrumento musical de la familia de los cordófonos, la guitarra-lira era un tipo de guitarra con forma de lira, popular como instrumento de moda a finales del siglo XIX. Tenía seis órdenes simples, con un diapasón situado entre dos brazos curvos que recordaban la forma de la antigua kithara griega. Se afinaba y tocaba como una guitarra convencional.
La lira-guitarra casi siempre tenía un pedestal incorporado que le permitía mantenerse erguida cuando no se utilizaba.[cita requerida]

## Historia

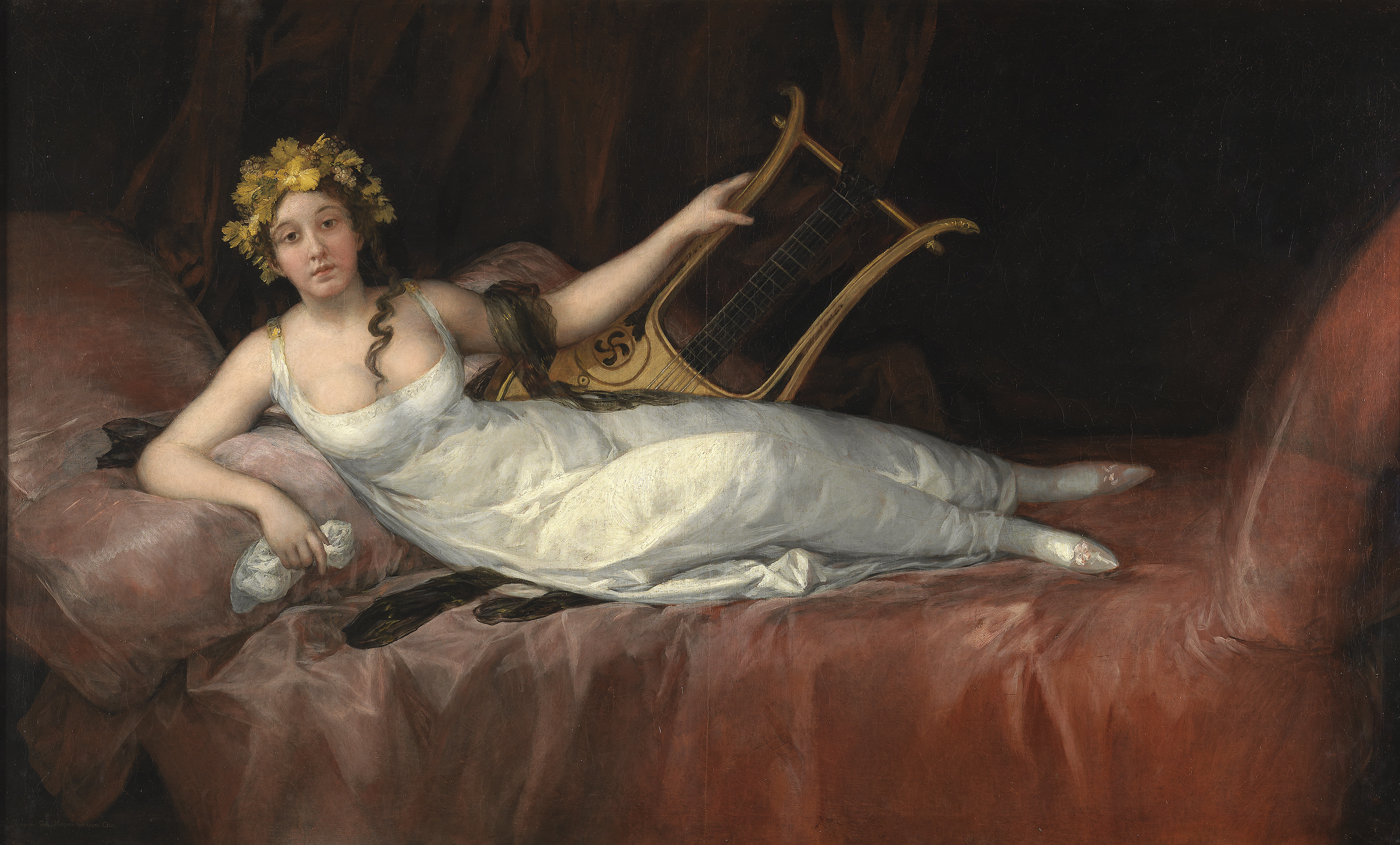
Una guitarra-lira representada aquí en un cuadro de Francisco de Goya, c. 1805. Su popularidad se vio favorecida por el renacimiento del clasicismo..

Pierre Charles Mareschal afirmó haber inventado en 1780 lo que llamó la Lira Anacreòntica. Mareschal era un destacado lutier francés, y acusó al músico francés Phillis Pleyel de haberle robado su diseño.
La guitarra-lira gozó de gran popularidad como instrumento de salón, especialmente en París entre 1780 y 1820. Se puso muy de moda y llegó a las altas esferas de la sociedad; María Antonieta tocaba una lira-guitarra. y los grandes guitarristas de la época como Ferdinando Carulli, Fernando Sor, Matteo Carcassi, Mauro Giuliani y Pierre Jean Porro escribieron música y libros de método para ella.[cita requerida]

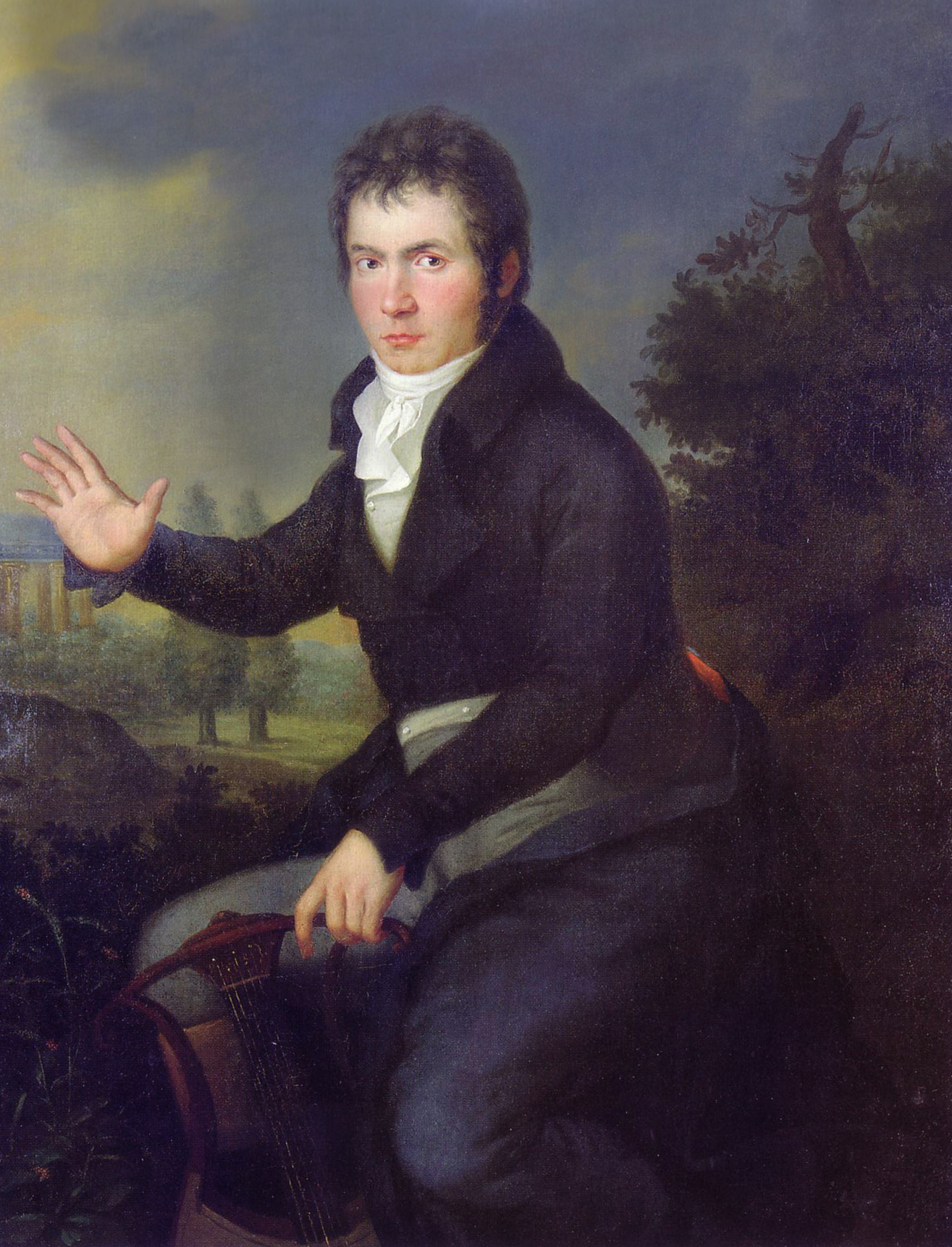
Ludwig van Beethoven con una lira-guitarra en la mano - pintura de Joseph Willibrord Mähler 1804-1805

Su declive coincidió con el declive de la popularidad de la guitarra como instrumento de salón, suplantada cada vez más por el piano, que se benefició de continuas mejoras en la acción de su teclado.[cita requerida]

La guitarra-lira persistió, pero no tanto como instrumento musical, sino como símbolo común de los ideales clasicistas, y apareció en numerosos cuadros alegóricos (por ejemplo, el retrato de Beethoven por J. W. Mähler). Más tarde se utilizó en fotografías como atrezzo para evocar antiguos temas griegos y romanos.
La idea era crear un instrumento que fuera bonito y proporcionara un accesorio visual que ayudara a las damas de moda a adoptar la graciosa pose de las intérpretes griegas de kithara. Este parecido visual se convirtió en un potente ingrediente de la cultura de las clases altas.
Aunque la guitarra-lira rara vez se escucha o se graba, no está extinguida. Existe un repertorio casi olvidado, a menudo de guitarristas muy notables de la época dorada de la guitarra. Hoy en día, los lutieres pueden fabricar guitarras lira por encargo y existen ejemplos auténticos en museos y colecciones privadas.[cita requerida]